# West-Souburg
West-Souburg (Zeeuws: Wêst-Soeburg) is een dorp in de gemeente Vlissingen, in de Nederlandse provincie Zeeland. Het dorp wordt volledig omgeven door wijken van de stad Vlissingen. Het wordt van Oost-Souburg, waar het voorheen een gemeente mee vormde, gescheiden door het Kanaal door Walcheren.
Per 1 oktober 2007 telde West-Souburg 1821 inwoners. Het dorp maakt administratief gezien deel uit van de wijk Groot-Lammerenburg en bestaat uit de buurten West-Souburg (dorpskom), Vrijburg (Nieuwe Vlissingseweg en achterliggende nieuwbouw) en het buitengebied. Het gehucht Nieuw Abeele, dat aansluit op West-Souburg, maakte ooit deel uit van de voormalige gemeente Oost- en West-Souburg, maar hoort tegenwoordig bij de gemeente Middelburg.

## Geschiedenis
Hoewel de oorsprong van Souburg in het oosten ligt, was West-Souburg lange tijd de belangrijkste kern van de twee Souburgen. In de eerste helft van de 11e eeuw werd de parochiekerk van West-Souburg gebouwd. Deze kerk wordt voor het eerst in de geschreven bronnen genoemd in het jaar 1167. De kerk van West-Souburg was een van de vijf moederkerken op Walcheren. Dochterkerken waren de kerken van Oud- en Nieuw-Vlissingen, Ritthem, Oost-Souburg en Nieuwerve. De parochie van West-Souburg bestreek in de 11e eeuw bijna geheel zuidelijk Walcheren. Op haar beurt was zij een dochterkerk van de Westmonsterkerk in Middelburg.
De heren van Sint-Aldegonde bezaten lange tijd de ambachtsheerlijkheid West-Souburg. De vermoedelijke schrijver van het Wilhelmus, Filips van Marnix van Sint-Aldegonde, kocht het in 1578. Het slot Sint-Aldegonde is naar deze adellijke familie genoemd. Dit kasteel werd medio 15e eeuw gebouwd. Prominente eigenaren van het nieuwe kasteel waren Adriaan van Borselen en Anna van Bourgondië. Ook keizer Karel V verbleef verschillende keren op het slot. Na zijn troonsafstand in 1556 zou hij in afwachting van zijn vertrek naar Spanje hier verblijven. In 1783 is het kasteel verkocht en afgebroken. De slotgracht bleef wel bestaan. De laatste sporen van dit slot zijn bij de bouw van de wijk Westerzicht begin jaren zeventig verdwenen.
De vervallen dorpskerk moest in 1832 worden afgebroken, hetgeen een fusie van de kerkelijke gemeente met Oost-Souburg tot gevolg had. Twee arduinstenen beelden van leeuwen die de toegang van de kerk flankeerden, werden door een boer van de sloophamer gered en bevinden zich nu aan weerszijden van de hoofdingang van de boerderij Triton, tussen Koudekerke en West-Souburg.
Van 1814 tot 1835 was de burgerlijke gemeente West-Souburg een aparte gemeente; in dat laatste jaar fuseerde zij, vooral vanwege een teruglopend aantal inwoners, met Oost-Souburg tot Oost- en West-Souburg.
De aanleg van het Kanaal door Walcheren (1869-1873) betekende voor West-Souburg een grote verandering. Oost- en West-Souburg waren na de aanleg door een brug van elkaar gescheiden. De oorspronkelijk West-Souburgse molen De Pere (uit 1725) kwam door het graven van het kanaal op Oost-Souburgs grondgebied te liggen.
Het gehucht Nieuw Abeele maakte ook deel uit van de voormalige gemeente Oost- en West-Souburg. Eind 1941 zou het toegevoegd worden aan de gemeente Middelburg. De Duitse bezetter besloot uiteindelijk Nieuw-Abeele bij Oost- en West-Souburg te laten. 
In 1966 werd deze gemeente aan Vlissingen toegevoegd, behalve Nieuw Abeele, dat bij Middelburg kwam te horen. Verscheidene nieuwbouwwijken hebben de oude dorpsbebouwing ingesloten. Toch is op en rond het oude dorpsplein, het Marnixplein, het oude dorpskarakter nog goed zichtbaar.
Bezienswaardig zijn onder meer de gedenksteen voor Philips van Marnix van Sint-Aldegonde, opgericht in 1870 door inwoners van Antwerpen, waar hij enige tijd burgemeester is geweest. Ook het 18e-eeuwse herenhuis Park Sint Aldegonde is vermeldenswaardig, evenals een 17e-eeuwse dorpswoning aan het Marnixplein (onder meer met originele schouwpartij).

## Identiteit van West-Souburg
Tot juli 1966 stonden er blauwe bebouwdekomborden aan de toegangswegen van West-Souburg met het opschrift West-Souburg, gem. Oost- en West-Souburg. Na de gemeentelijke herindeling werden deze vervangen door borden waarop stond: West-Souburg, gem. Vlissingen. Bij de instelling van de postcodegebieden in 1978 kreeg West-Souburg, in tegenstelling tot Oost-Souburg (4388) en Ritthem (4389), geen eigen postcode toegewezen. Het dorp maakt sindsdien deel uit van de woonplaats Vlissingen. De stad Vlissingen kreeg 4381 t/m 4387. De meeste adressen in West-Souburg hebben de postcode 4386; adressen in de buurt Vrijburg hebben de postcode 4387. Het dorp is dus administratief opgesplitst in twee buurten (West-Souburg en Vrijburg). De wijkindeling is niet op historische gronden gebaseerd. De telefoongidsen verwijzen sinds 1978 bij West-Souburg naar Vlissingen.
Het dorp verloor in de jaren tachtig nog meer van zijn identiteit toen de borden van het dorp door de gemeente  werden weggehaald. Men paste de plaatsaanduiding aan conform de CBS-wijkindeling. Deze vermeldt de wijk Groot-Lammerenburg als onderdeel van de stad Vlissingen. West-Souburg en Vrijburg zijn buurten binnen deze wijk.
Jarenlang hebben West-Souburgers geijverd West-Souburg letterlijk weer op de kaart te krijgen. De zogenaamde Rode Lijst vermeldde in 2012 West-Souburg als een plaats waarvan de naam dreigt te verdwijnen. Op 19 april 2012 maakte SBS6 een reportage over het dorp. In oktober 2012 kreeg de Stichting Aldegonde toestemming om witte plaatsnaamborden met zwarte letters te plaatsen aan de toegangswegen van het dorp. Daaronder verhaalt een bord over de geschiedenis van West-Souburg. Hiermee is een deel van de oorspronkelijke identiteit teruggegeven aan West-Souburg,  al komt de feitelijke omvang van het dorp nog altijd niet overeen met de administratieve omvang die het CBS hanteert, bij wie het dorp slechts bestaat uit de buurt West-Souburg met de postcode 4386. De nieuwbouwwijk Claverveld, de Tuinderij, het bedrijventerrein Vrijburg en delen van de Nieuwe Vlissingseweg en de Vrijburgstraat liggen in de buurt Vrijburg met postcode 4387. De in 2012 geplaatste plaatsnaamborden bevinden zich aan de grenzen van de dorpsbebouwing. Er is één bebouwdekombord (blauw met witte letters) gehandhaafd aan de Vrijburgstraat. 

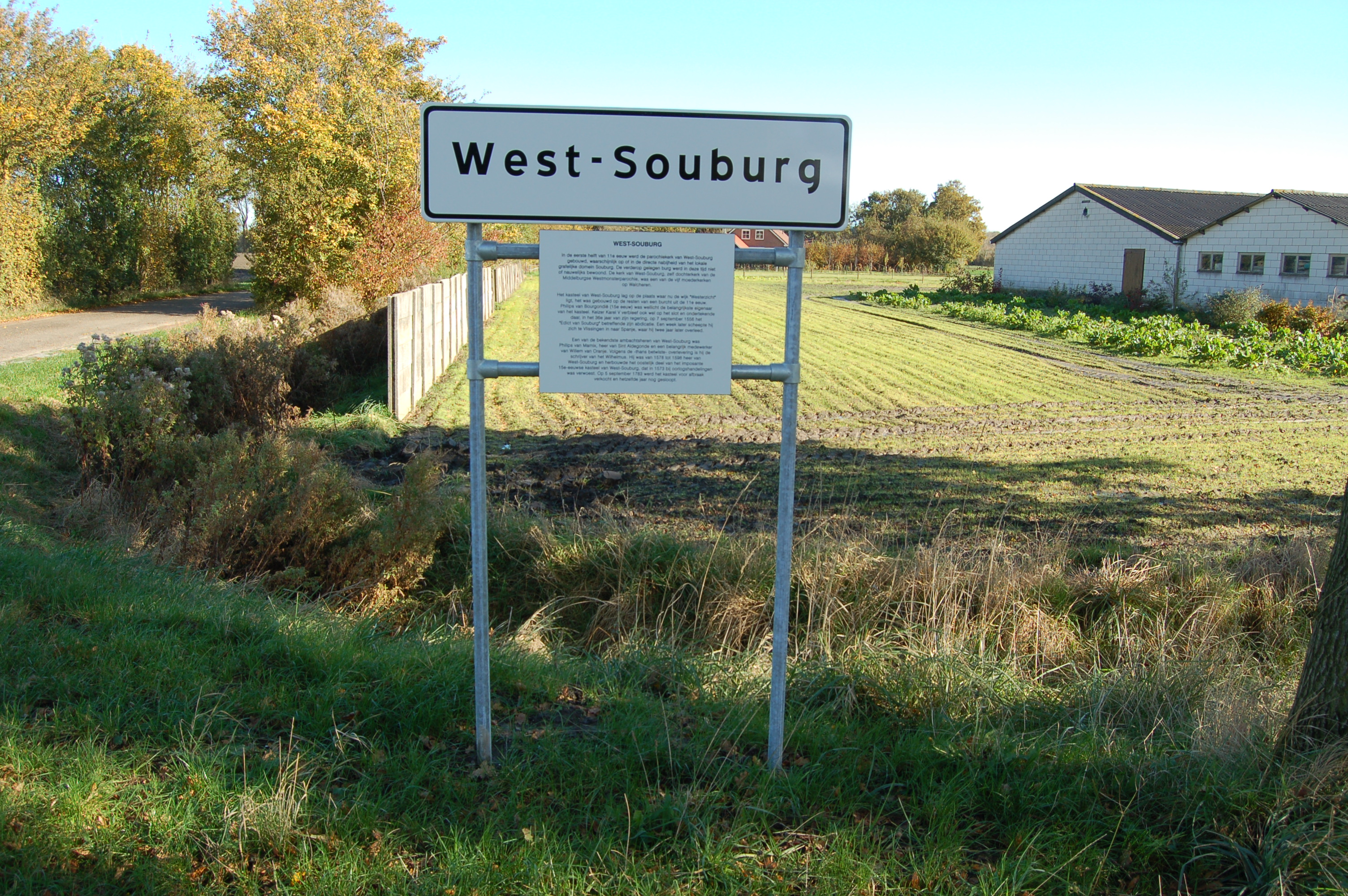
Plaatsnaambord van West-Souburg met informatiepaneel, geplaatst in oktober 2012 op hoek Vrijburgstraat/Jacoba van Beierenweg

Stad: Vlissingen

Dorpen: Oost-Souburg · Ritthem · West-Souburg

Buurtschap: Groot-Abeele

Wijken: Bloemenbuurt · Groot-Lammerenburg · Lammerenburg · Nieuw-Bonedijke · Scheldekwartier · Vlissingen-Oost · Vlissingen-Stadshaven · Westerzicht

Zeeland: Steden en dorpen in Zeeland      Nederland: Provincies · Gemeenten